# Międzynarodowa Organizacja Najwyższych Organów Kontroli
Międzynarodowa Organizacja Najwyższych Organów Kontroli (ang. International Organization of Supreme Audit Institutions, INTOSAI) – międzynarodowa organizacja pozarządowa o charakterze powszechnym, skupiająca przedstawicieli najwyższych organów kontroli państwowej. Jest to samorządna, apolityczna instytucja, której celem jest wspieranie swoich członków w realizacji kontroli sektora publicznego. Cel ten realizuje przez wymianę informacji i doświadczeń, organizując konferencje, opracowując wytyczne, wydając periodyki itp. INTOSAI posiada status organizacji konsultatywnej przy Radzie Gospodarczej i Społecznej ONZ.
Organizację tę utworzyły w 1953 roku 34 najwyższe organy kontroli, zebrane na kongresie odbywającym się na Kubie. W marcu 2008 roku członkami zwyczajnymi organizacji było 188 najwyższych organów kontroli. Od 1959 roku Polska jest w tym gronie reprezentowana przez Najwyższą Izbę Kontroli.

## Organy
Organami organizacji są:
- Kongresy, odbywające się co 3 lata, podczas których każdy członek dysponuje jednym głosem, a prawo weta nie przysługuje nikomu.
- Zarząd, składających się z 18 członków dobieranych z klucza geograficznego oraz podmiotowego; Zarząd zbiera się raz w roku,
- Sekretariat Generalny z siedzibą w Wiedniu; funkcję Sekretarza Generalnego sprawuje zawsze prezes Trybunału Obrachunkowego Austrii,
- Grupy regionalne:
  - Afrykańska Organizacja Najwyższych Organów Kontroli – AFROSAI (od 1976),
  - Arabska Organizacja Najwyższych Organów Kontroli – ARABOSAI (od 1976),
  - Azjatycka Organizacja Najwyższych Organów Kontroli – ASOSAI (od 1979),
  - Karaibska Organizacja Najwyższych Organów Kontroli – CAROSAI (od 1988),
  - Europejska Organizacja Najwyższych Organów Kontroli – EUROSAI (od 1990),
  - Latynoamerykańska i Karaibska Organizacja Najwyższych Organów Kontroli – OLACEFS (od 1990),
  - Organizacja Najwyższych Organów Kontroli Państw Południowego Pacyfiku – PASAI (od 1987).